# Mesoschendyla cribrifera
Mesoschendyla cribrifera är en mångfotingart som beskrevs av Karl Wilhelm Verhoeff 1937. Mesoschendyla cribrifera ingår i släktet Mesoschendyla och familjen småjordkrypare. Inga underarter finns listade i Catalogue of Life.